# Grand Prix Cycliste de Québec 2013
Der Grand Prix Cycliste de Québec 2013 war ein kanadisches Straßenradrennen. Das Eintagesrennen fand am Freitag, den 13. September 2013, statt. Es startete und endete in der Stadt Québec mit einer Länge von 201,6 km. Zudem gehörte es zur UCI WorldTour 2013.
Es siegte der Niederländer Robert Gesink aus der niederländischen Mannschaft Belkin vor dem Franzosen Arthur Vichot aus der französischen Mannschaft FDJ und dem Belgier Greg Van Avermaet aus der US-amerikanischen Mannschaft BMC Racing Team.
Für Robert Gesink war es der erste Sieg beim Grand Prix Cycliste de Québec. Er war zudem der erste niederländische Fahrer überhaupt, der den Grand Prix Cycliste de Québec für sich entschied.

## Teilnehmende Mannschaften
Automatisch startberechtigt waren die 19 UCI ProTeams. Zusätzlich wurden ein UCI Professional Continental Team und eine Nationalmannschaft aus Kanada eingeladen.
| ProTeams (19)- AG2R La Mondiale - Argos-Shimano - Astana - Belkin - BMC Racing Team - Cannondale Pro Cycling - Euskaltel-Euskadi - FDJ.fr - Garmin Sharp - Katusha - Lampre-Merida - Lotto-Belisol - Movistar Team - Omega Pharma-Quick Step - Orica-GreenEDGE - RadioShack-Leopard - Saxo-Tinkoff - Sky - Vacansoleil-DCM Professional Continental Team- Team Europcar Nationalmannschaft- Kanada |
| |

## Rennergebnis
| \| Gesamtwertung \| Gesamtwertung \| Gesamtwertung \| Gesamtwertung \| Gesamtwertung \| \| Fahrer \| Fahrer \| Land \| Team \| Zeit \| \| ------------- \| ----------------- \| ------------- \| ----------------------- \| --------------- \| \| 1. \| Robert Gesink \| Niederlande \| Belkin \| 4 h 58 min 13 s \| \| 2. \| Arthur Vichot \| Frankreich \| FDJ.fr \| + 0 s \| \| 3. \| Greg Van Avermaet \| Belgien \| BMC Racing Team \| + 0 s \| \| 4. \| Fabian Wegmann \| Deutschland \| Garmin-Sharp \| + 0 s \| \| 5. \| Rui Costa \| Portugal \| Movistar Team \| + 0 s \| \| 6. \| Niki Terpstra \| Niederlande \| Omega Pharma-Quick Step \| + 0 s \| \| 7. \| Tom-Jelte Slagter \| Niederlande \| Belkin \| + 0 s \| \| 8. \| Matti Breschel \| Dänemark \| Saxo-Tinkoff \| + 0 s \| \| 9. \| Simon Geschke \| Deutschland \| Argos-Shimano \| + 0 s \| \| 10. \| Peter Sagan \| Slowakei \| Cannondale \| + 6 s \| |                   |             |                         |                 |
| |                   |             |                         |                 |
| Quelle: ProCyclingStats |                   |             |                         |                 |
| Gesamtwertung |                   |             |                         |                 |
| Fahrer | Fahrer            | Land        | Team                    | Zeit            |
| 1. | Robert Gesink     | Niederlande | Belkin                  | 4 h 58 min 13 s |
| 2. | Arthur Vichot     | Frankreich  | FDJ.fr                  | + 0 s           |
| 3. | Greg Van Avermaet | Belgien     | BMC Racing Team         | + 0 s           |
| 4. | Fabian Wegmann    | Deutschland | Garmin-Sharp            | + 0 s           |
| 5. | Rui Costa         | Portugal    | Movistar Team           | + 0 s           |
| 6. | Niki Terpstra     | Niederlande | Omega Pharma-Quick Step | + 0 s           |
| 7. | Tom-Jelte Slagter | Niederlande | Belkin                  | + 0 s           |
| 8. | Matti Breschel    | Dänemark    | Saxo-Tinkoff            | + 0 s           |
| 9. | Simon Geschke     | Deutschland | Argos-Shimano           | + 0 s           |
| 10. | Peter Sagan       | Slowakei    | Cannondale              | + 6 s           |